# El Recreo (Trolebús de Quito)
La Estación Sur - El Recreo es la decimocuarta estación de los 2 sistemas que conecta y principal estación integradora del Corredor Trolebús al centro-sur de la ciudad de Quito (Ecuador). Se encuentra ubicada sobre la avenida Maldonado, intersección con Miguel Carrión, en la parroquia Chimbacalle. Actualmente también sirve de integración con el Troncal Oriental Ecovia que conecta con los sectores de Guajaló, San Bartolo hacia al sur, y hacia el norte, Los sectores de la Marín, Hospitales Baca Ortiz e Eugenio Espejo y finalmente la Río Coca,  
Al tener el carácter de integradora, la estación cumple la función de interconectar diferentes sistemas de transporte de la ciudad, en este caso las unidades biarticuladas del Trolebús en sí mismo, con los autobuses alimentadores que se dirigen hacia los barrios periféricos del oriente y occidente de este sector de la urbe.
Este servicio de trasbordo mantiene una tarifa también integrada.

## Historia
Fue construida durante la administración del alcalde Jamil Mahuad Witt, quien la inauguró el 17 de diciembre de 1995, dentro del marco de la primera etapa operativa del sistema, que funcionaba entre esta estación y la parada Teatro Sucre. Con la inauguración de una primera extensión en el año 2000, a cargo del alcalde Paco Moncayo, El Recreo dejó de ser la estación más meridional del sistema para cederle el título a la estación Morán Valverde.

## Principales Circuitos que Integra o es punto de partida
| C1           | Terminal Sur El Recreo- Terminal El Labrador        |
| C4           | Terminal Terrestre Quitumbe- Colón                  |
| C6           | Terminal Terrestre Quitumbe- Terminal Sur El Recreo |
| E1           | Terminal Guamaní- De las Universidades              |
| E2           | Terminal Quitumbe - Terminal Río Coca               |
| E4           | Terminal Quitumbe - Playón de la Marín              |
| CEX T. NORTE | Terminal Sur El Recreo- Terminal El Labrador        |
| CEX Río Coca | Terminal Sur El Recreo- Terminal Río Coca           |

## Rutas alimentadoras
La estación sirve al público con las siguientes rutas alimentadoras:
| RE11 | El Recreo - Solanda             |
| RE12 | El Recreo - Chillogallo         |
| RE13 | El Recreo - Oriente Quiteño     |
| RE14 | El Recreo - Lucha de los Pobres |
| RE15 | El Recreo - Ferroviaria         |
| RE26 | El Recreo - Argelia             |

## Conexión con el Metro de Quito
Desde 2023, la estación El Recreo se conecta de forma directa con la estación homónima del Metro de Quito, ubicada a pocos metros al oriente dentro del mismo complejo de transporte. Esta integración facilita el trasbordo entre el Trolebús de Quito y la Línea 1 del Metro de Quito, permitiendo a los usuarios desplazarse eficientemente entre el centro-sur y el norte de la ciudad. La conexión está señalizada y cuenta con accesos peatonales internos que permiten el tránsito entre ambos sistemas sin salir del área de la estación.